# Musique baroque italienne
La musique baroque italienne est un genre musical qui se développe en Italie pendant la période baroque, qui s'étend conventionnellement de 1600 à 1750 environ, c'est-à-dire de la parution du premier opéra à la mort de Jean-Sébastien Bach.
La musique baroque italienne a, sous l'influence de différents compositeurs et compositrices, permis l'émergence de plusieurs genres musicaux dont certains perdurent encore aujourd'hui.

## Naissance de la musique baroque en Italie
Pendant la Renaissance, la musique est principalement polyphonique, avec une complexité qui s'accroit jusqu'à son plus haut point de perfection formelle. La musique baroque en revanche, en Italie comme en France, se distingue par un retour à la primauté de la monodie, au détriment de la polyphonie, qui ne disparait pas pour autant, pour une mélodie accompagnée, qui va permettre le développement de la basse continue. Au cours de la période baroque, les compositeurs et compositrices délaissent progressivement la modalité. Les bases de l'harmonie tonale s'installent et se renforcent peu à peu. Les débuts de l'époque baroque vont voir notamment des innovations formelles, ainsi qu'une éclosion et un développement important de l'ornementation musicale. De nouveaux genres vont aussi émerger pendant cette période : du côté vocal l'opéra, l'oratorio et la cantate, et le concerto, avec les deux formes que sont le concerto grosso et le concerto de soliste.
Les compositeurs et compositrices italiennes vont avoir une grande importance dès les débuts de la période baroque et le rayonnement de la musique baroque italienne sera grand même après la fin de la période baroque.

## La musique vocale profane et sacrée

### L'opéra

#### Naissance de l'opéra
C'est à la fin du xvie siècle à Florence que le genre de l'opéra italien voit le jour, à la cour du comte Giovanni Bardi. Ce dernier initie la Camerata fiorentina, un groupe d'artistes parmi lesquels se trouvent notamment Jacopo Peri et Giulio Caccini. Les membres de la Camerata fiorentina cherchent à retrouver l'esprit du théâtre classique grec qui était déjà en germe à la fin de la Renaissance. Ainsi, Jacopo Peri va écrire Dafne, qui est considéré comme le premier opéra. Cependant, l'œuvre, représentée en 1597, est presque totalement perdue. Mais cela n'empêche pas le genre de l'opéra de continuer d'éclore, et en 1600, deux œuvres portant le même titre vont voir le jour, une version d'Euridice va être écrite par le même Jacopo Peri, tandis qu'une autre version va être écrite par Giulio Caccini.

#### L'opéra vénitien et l'influence de Monteverdi
Si au début, l'intelligibilité du texte prime et prend le pas sur la musique, cet équilibre va être remis en cause avec Claudio Monteverdi et son Orfeo, qui est créé en 1607.
À partir de 1613, Claudio Monteverdi est à Venise et c'est là qu'il va entreprendre de transformer le genre de l'opéra né à Florence. Le succès va être rapide à tel point qu'en 1637 est créé le premier théâtre public consacré à ce genre nouveau. Il s'agit là d'un bouleversement social majeur, puisque les musiciens ne jouaient plus pour des mécènes plus ou moins avertis, mais pour un public qui paye pour voir le spectacle et qui impose ses goûts et préférences. C'est après les deux derniers opéras de Claudio Monteverdi que sont Il ritorno d'Ulisse in patria en 1640 et L'incoronazione di Poppea en 1642 que le caractère volubile du chant dans l'opéra italien va se développer. Ce travail va être notamment porté par des compositeurs comme Francesco Cavalli et Antonio Cesti et vont permettre une diffusion de l'opéra vénitien dans toute l'Europe.

#### L'opéra napolitain
Après Venise, c'est à Naples dans le dernier quart du xviie siècle que l'opéra va se développer, avec l'apparition d'une nouvelle école. Cette école va élaborer un genre d'opéra qui va être très apprécier en Europe pendant plus d'un siècle. Le fondateur de cette école est Francesco Provenzale, mais le compositeur qui a le plus développé ce style est sans doute Alessandro Scarlatti. Ce dernier, à Rome, au service de différent nobles et dignitaires ecclésiastiques, mais aussi au service de Christine de Suède, alors en exil, a déjà composé plusieurs cantates autant religieuses que profanes. C'est notamment lui qui instaure l'ouverture « à l'italienne » en trois parties, sur le schéma vif-lent-vif que l'on retrouve dans le concerto. Il va aussi instaurer ce qui va devenir l'aria da capo, elle aussi en trois parties de type A-B-A, mais où la troisième partie, le « retour » de la première partie, est extrêmement orné par rapport à la première fois, donnant une partie de bravoure aux chanteurs et cantatrices pouvant alors briller. Souvent, le retour était exécuté à l'identique par l'orchestre, et c'est alors le chanteur ou la chanteuse qui, par ses capacités d'improvisation, ornait la partie vocale. À la différence de l'opéra vénitien, l'opéra napolitain fait une stricte séparation entre le récitatif et l'aria, le premier servant à suivre le fil conducteur de l'action, tandis que le second permet aux chanteurs et aux cantatrices de démontrer leurs aptitudes musicales.
L'opéra napolitain va développer, au sein de l'aria d'opéra, différents types de modèles, répondant aux différentes situations sentimentales, nécessitant chacune une musique différente. Ainsi, on trouve l'aria d'amour intime ou l'aria d'héroïsme brillant. Chaque type d'aria est généralement associée à un type de personnage qui finit par le caractériser, menant à terme à une certaine stéréotypie lyrique.

#### Le«bon goût»à l'opéra et le schisme entreseriaetbuffa
Ce qui a été défini comme le « bon goût » à l'opéra a fini par écarter peu à peu les scènes comiques. Ainsi, des librettistes comme Apostolo Zeno ont mis l'accent sur l'incompatibilité manifeste entre le bon goût musical et les scènes légères afin de les éliminer de ses livrets. Les scènes comiques finirent par n'être petit à petit que des intermèdes, intercalées entre les actes normaux, transformant ainsi peu à peu l'opéra en opéra seria. En réaction à cela surgit, vers 1733, un type d'œuvre populaire où les légendes et les mythes laissent place aux personnages pouvant représenter les désirs des personnes ne faisant pas partie de l'aristocratie. C'est cette année-là qu'a été écrit La serva padrona de Jean-Baptiste Pergolèse, qui constitue d'abord les intermède d'un de ses opéras seria Il prigionier superbo. Ce n'est pourtant pas le premier opéra buffa, puisque Alessandro Scarlatti avait déjà écrit une telle pièce sous le nom d'Il trionfo dell'onore en 1718. Cependant, c'est le succès de La serva padrona qui a permis à ce genre nouveau de s'installer durablement. Le genre de l'opéra buffa a été représenté jusqu'à la fin du xviiie siècle avec des compositeurs comme Niccolò Piccinni, Giovanni Paisiello ou encore Domenico Cimarosa.

### L'oratorio
En parallèle de l'opéra, un autre genre va se développer : celui de l'oratorio. Il est d'abord initié par Philippe Néri, fondateur de la Congrégation de l'Oratoire qui, dans ses oratoires, incluait des moments de musique chantée. Cependant, à la différence de l'opéra, l'oratorio ne mets pas en scène les personnages dans un décor, et seul le texte permet de saisir l'action. C'est ainsi qu'a été créé, en 1600 à Rome, La Rappresentatione di anima e di corpo d'Emilio de' Cavalieri. Au départ proche du madrigal, l'oratorio ne va se différencier de l'opéra que par son sujet religieux et une plus grande importance des chœurs, et comme l'opéra il va se diffuser dans tous les royaumes d'Italie puis dans l'Europe entière. Quelques compositeurs vont notamment participer à faire rayonner l'oratorio italien, comme Stefano Landi et son Il Sant'Alessio en 1631 ou Giacomo Carissimi qui compose son Jephte en 1649. À la fin du xviie siècle, des compositeurs comme Alessandro Stradella ou Antonio Draghi vont ouvrir la voie aux générations suivantes.

### La cantate
Un troisième genre naît au début de la période baroque : celui de la cantate, qui dérive directement de la monodie accompagnée. Là aussi, il n'y a pas de mise en scène comme à l'opéra, mais le choix du sujet peut être soit profane, soit religieux, et il se situe donc à mi-chemin entre l'opéra et l'oratorio. Si l'œuvre est généralement plus brève et comprend moins d'exécutant qu'un oratorio, elle n'en conserve pas moins plusieurs numéros comprenant des arias, des récitatifs, des duos voire des chœurs. C'est à partir des années 1630, et notamment par des compositeurs comme Luigi Rossi puis Giovanni Legrenzi, aussi compositeurs d'opéras et d'oratorios, qu'elle va acquérir une structure formelle qui perdurera ensuite jusqu'au xxe siècle.

## Musique orchestrale

### Progrès technique et influences sur la musique instrumentale
Les progrès techniques dans la lutherie vont s'accélérer à la fin du xviie siècle et au début du xviiie siècle, entrainant des évolutions conséquentes dans la pratique instrumentale et notamment au sein des instruments à clavier. En parallèle, l'édition musicale va être plus importante et faciliter d'autant la diffusion de la musique en Europe. De fait, si pendant le xviie siècle, la musique vocale prend le pas sur la musique instrumentale, cette dernière va prendre bien plus le pas au xviiie siècle.

#### Évolution du violon et influences, lutherie
C'est notamment au vénitien Giovanni Gabrieli que l'on doit les premiers et principaux travaux sur la musique instrumentale. Au début du xviie siècle, Venise est un haut lieu de la musique, et elle voit apparaître et se développer une musique où la voix n'a plus sa place, une musique destinée à être simplement écoutée et non plus chantée. Cependant, le discours et la rhétorique instrumentale vont tout de même être influencés par la musique vocale.
Le violon, apparenté aux violes de gambe et aux violes d'amour, va voir, pendant le xviie siècle en Italie, sa lutherie se développer et évoluer très fortement. C'est particulièrement à Crémone que vont s'établir les facteurs d'instruments les plus réputés parmi lesquels on compte Niccolò Amati, Antonio Stradivari ou encore Guarneri del Gesù. Leur prestige est tel qu'encore aujourd'hui leurs instruments sont très recherchés tant par les collectionneurs que par les grands musiciens solistes. Du fait de l'évolution de la facture instrumentale, le jeu violonistique s'est développé et des compositeurs comme Biagio Marini et Carlo Farina, tous deux violonistes, sont parmi les premiers à écrire des sonates et autres pièces pour violon présentant des trémolos, des legato, et ils développent petit à petit ce qui sera plus tard une écrire propre au violon.

### De nouvelles formes musicales
Dans le courant du xviie siècle, de nouvelles formes musicales sont apparues, qui vont très fortement influencer la musique classique des siècles suivants. Ainsi, on voit apparaître pendant le premier baroque la suite, la sonate, l'aria da capo et le concerto grosso.

### Naissance du concerto grosso
Du fait de l'écriture grandissante pour ensembles instrumentaux, une nouvelle forme apparaît petit à petit, où un instrument ou un petit ensemble instrumental dialoguent, ou « concertent », avec l'ensemble. Cette forme va d'abord être appelée le concerto grosso, où un petit groupe d'instrument appelé le concertino va dialoguer avec un ensemble plus important appelé le ripieno. Les premiers exemples de concerto grosso remonte aux Sinfonie à plusieurs instruments d'Alessandro Stradella, et le nom s'officialise peu de temps après avec les Concerti grossi d'Arcangelo Corelli, publiée en 1714, un après la mort du compositeur.
Arcangelo Corelli utilise alors la forme en quatre mouvements qui provient de la sonate d'église ou sonata da chiesa, mais le nombre pouvait monter jusqu'à six mouvements, prenant alors appui sur la forme de la sonate de chambre ou sonata da camera. Après lui, d'autres compositeurs vont développer le genre comme son élève Francesco Geminiani ou Antonio Vivaldi, qui adoptera cependant la forme en trois mouvements d'allure respectifs vif-lent-vif, forme qui s'imposera plus tard dans le concerto de soliste.

### Évolution vers le concerto de soliste
Le concerto de soliste, à l'origine appelé concerti a solo, fait se détacher un instrument soliste du concertino pour dialoguer avec lui et le ripieno. La forme du concerto de soliste a été inaugurée en 1689 par Giuseppe Torelli avec ses 12 Concerti musicali a quattro. On peut trouver également une forme d'émancipation du soliste dans les Concerti a cinnque de Tomaso Albinoni, composé en 1700. Le concerto de soliste tel qu'inauguré par les compositeurs italien va poser les bases de l'évolution de la virtuosité individuelle face à un ensemble instrumental, qui se développera jusqu'à la fin du xixe siècle. Ce sont les compositeurs Alessandro Scarlatti et Antonio Vivaldi qui consacrent véritablement ce genre.

## Éducation musicale

### LesOspedalide Venise
Les ospedali ou hospices musiciens de Venise étaient au nombre de quatre : l'Ospedale della Pietà, l'Ospedale dei Mendicanti, l'Ospedale dei Incurabili, et l'Ospedale dei Santi Giovanni e Paolo. Lorsque Charles Burney est venu à Venise, c'est l'Ospedale dei Incurabili qui est alors le plus important, sous la direction de Baldassare Galuppi. À la même époque, c'est Bonaventura Furlanetto qui dirige le Pio Ospedale della Pietà. C'est en 1705 qu'Antonio Vivaldi entre au Conservatoire de l'Ospedale della Pietà en tant que professeur de violon. Charles de Brosses, lors de son voyage en Italie entre 1739 et 1740, écrit ainsi à propos des ospedali de Venise : « Les meilleurs endroits pout écouter de la musique dans cette ville sont les ospedali. Il y en a quatre actuellement, tous conçus pour enfants orphelines, filles illégitimes ou pour celles qui ne peuvent être entretenues par leurs parents. Elles sont élevées ici aux frais de l'État et on les exerce uniquement à exceller en musique. Aussi chantent-elles comme des anges et jouent-elles du violon, de la flûte, de l'orgue, du hautbois, du violoncelle, du basson ; bref, il n'y a nul instrument qui puisse leur faire peur. Elles sont cloîtrées exactement à la manière des religieuses. Ce sont elles seules qui exécutent le programme ; chaque concert est composé d'une quarantaine d'interprètes. Je vous jure qu'il n'y a rien de si plaisant que de voir une jeune et jolie religieuse en habit blanc, avec un bouquet de fleurs de grenades sur l'oreille, conduire l'orchestre et battre la mesure avec toute la grâce et la précision imaginable. ». En effet, les ospedali disposaient, à l'époque d'Antonio Vivaldi, d'orchestres comprenant entre soixante-dix et cent musiciens. Dans une autre lettre, Charles de Brosses traite à nouveau de ce sujet, et plus particulièrement de l'Ospedale della Pietà : « C'est à l'Ospedale della Pietà que je m'amuse le plus et où je vais le plus souvent. C'est le premier des quatre hôpitaux pour qui recherche la perfection de l'art symphonique. Quelle habileté d'exécution ! C'est le seul endroit où l'on puisse entendre une attaque des cordes aussi claire et immaculée que celle qui a rendu célèbre l'orchestre de l'Opéra de Paris. ». C'est d'ailleurs à cet ospedale en particulier que Charles de Brosses y fait la rencontre d'Antonio Vivaldi, avec qui il se lie d'amitié. Dès lors, il ne cesse de parler de lui dans sa correspondance : « Vivaldi compte parmi mes amis intimes, quoiqu'il me vende à bon prix quelques-uns de ses concertos. Il le fait parce que je désire l'entendre et avoir de bonnes récréations musicales. C'est un vecchio qui a une « furie de composition » prodigieuse. Je l'ai vu s'engager à composer un concerto, avec toutes ses parties, plus vite qu'un copiste ne l'eût copié. À mon grand étonnement, j'ai constaté qu'il n'est pas aussi estimé qu'il le mérite, dans son pays, où tout dépend de la mode. Il y a déjà longtemps qu'on écoute ses œuvres et ici la musique de l'année précédente n'importe déjà plus. ».

### Vivaldi et l'Ospedale della Pietà
C'est en septembre 1703 qu'Antonio Vivaldi, nommé prêtre le 23 mars de la même année, se met en lien avec l'Ospedale della Pietà dans un intérêt musical. La relation qu'il entretient avec cet ospedale va durer environ trente-six années. C'est l'année suivante que son nom est mentionné pour la première fois dans les papiers administratifs de l'ospedale, où il est cité « pour ses services ». Il est nommé maître de violon, puis maître de composition et d'interprétation. En 1716, sa charge va être équivalente à celle d'un maître de concert et il devient donc directeur du Conservatoire de l'ospedale. Entre 1716 et 1740, il va se consacrer de façon intensive à l'activité musicale de l'institution, avec deux périodes d'absence : l'une de 1718 à 1722 où il est au service du prince Philippe de Hesse-Darmstadt lors de son séjour à la cour de Mantoue, l'autre de 1724 à 1735 où il est alors en tournée hors d'Italie. La reconnaissance qu'il acquiert ainsi va surpasser celle de Benedetto Giacomo Marcello ou de Baldassare Galuppi. En parallèle de ses charges au Conservatoire de l'ospedale, Vivaldi va aussi devenir, à partir de 1713, le premier sociétaire puis l'impresario du Teatro Sant'Angelo. Il quitte Venise pour Vienne en 1740 où il meurt l'année suivante.

## Influence de la musique baroque italienne en Europe
Beaucoup de musiciens du xviie siècle comme du xviiie siècle vont être influencés par les compositeurs italiens. Aux Pays-Bas, l'éditeur Étienne Roger va fortement participer à la diffusion de la musique instrumentale italienne et notamment celle d'Antonio Vivaldi. En Allemagne, nombre de compositeurs s'intéresseront à la musique italienne de leur époque, jusqu'à Jean-Sébastien Bach qui a transcrit de nombreux concertos d'Antonio Vivaldi pour l'orgue ou pour un ou plusieurs clavecins. C'est aussi par le biais d'un autre compositeur allemand, Georg Friedrich Haendel que la musique italienne du début du xviiie siècle s'est largement diffusé, et ce jusqu'en Angleterre, où il y introduit l'opéra italien.

### Influence de l'opéra italien

#### En Angleterre
L'opéra italien est resté longtemps à l'écart des coutumes théâtrales anglaises, mais l'opéra seria fini par être introduit en Angleterre par Georg Friedrich Haendel. Si ce dernier a développé sa propre esthétique, il a néanmoins gardé le formalisme de l'opéra italien. Cependant, la rivalité entre l'opéra seria italien et le Beggar's Opera l'a entrainé à de grandes dépenses pour ses propres opéras. C'est par son opéra Rinaldo que la grande série des opéras italiens en Angleterre a été ouverte en 1711, et suivirent Radamisto en 1720, Giulio Cesare in Egitto en 1724, Rodelinda en 1725, Alcina en 1735 et celui qui est probablement le plus célèbre, Serse en 1738.

## Redécouverte de la musique baroque italienne
C'est en grande partie par le biais de la redécouverte de Jean-Sébastien Bach par Felix Mendelssohn que la musique baroque italienne a retrouvé de l'intérêt au début du xxe siècle. En effet, en s'apercevant que Jean-Sébastien Bach s'était intéressé à la musique d'Antonio Vivaldi, cela a permis de redécouvrir les œuvres du compositeur vénitien, qui sont alors étudiées de plus en plus attentivement.